# Kohautia coccinea
Kohautia coccinea är en måreväxtart som beskrevs av John Forbes Royle. Kohautia coccinea ingår i släktet Kohautia och familjen måreväxter. Inga underarter finns listade i Catalogue of Life.